# Lieja-Bastoña-Lieja 1935
La Lieja-Bastogne-Lieja 1935 fue la 25ª edición de la clásica ciclista Lieja-Bastoña-Lieja. La carrera se disputó el domingo 4 de abril de 1935, sobre un recorrido de 240 km. El vencedor final fue el belga Alfons Schepers (Dilecta-Wolber) que venció a sus tres compañeros de fuga. Sus compatriotas Frans Bonduel (Dilecta-Wolber) y Louis Hardiquest (De Dion-Bouton) fueron segundo y tercero respectivamente. 
Alphonse Schepers se convierte en el primer ciclista desde Léon Houa en 1894 que consigue tres títulos en esta carrera. 

## Clasificación final
| Posición | Ciclista           | Equipo         | Tiempo   |
| -------- | ------------------ | -------------- | -------- |
| 1        | Alfons Schepers    | Dilecta-Wolber | 6h37'18" |
| 2        | Frans Bonduel      | Dilecta-Wolber | s.t.     |
| 3        | Louis Hardiquest   | De Dion-Bouton | s.t.     |
| 4        | François Gardier   | Dilecta-Wolber | a 7"     |
| 5        | Jan-Jozef Horemans | -              | a 3'17"  |
| 6        | Jules Geens        | -              | a 7'02"  |
| 7        | Edward Vissers     | L'Express      | a 10'01" |
| 8        | Cornelius Leemans  | -              | s.t.     |
| 9        | Alfons Deloor      | Bury           | s.t.     |
| 10       | Louis Bocken       | -              | s.t.     |